# 太平洋工業帶
太平洋工業地帶，又称太平洋沿岸城市群、东海道城市群等，指的是日本從南關東到北九州的一連串的工業地帶。
1960年公布的國民所得倍增計劃中決定在當時的四大工業帶之外，另在瀨戶內海沿岸和静岡縣建設新的工業帶。從此有了太平洋工業帶的構想。
太平洋工業帶沒有明確的定義。但根據日本經濟產業省的統計，茨城縣、埼玉縣、千葉縣、東京都、神奈川縣、静岡縣、愛知縣、岐阜縣、三重縣、大阪府、兵庫縣、和歌山縣、岡山縣、廣島縣、山口縣、福岡縣、大分縣都屬于太平洋工業地帶。
此外在太平洋工業帶還集中了東京都区部、川崎市、橫濱市、靜岡市、濱松市、名古屋市、京都市、大阪市、神戶市、岡山市、廣島市、北九州市、福岡市等眾多大都市，形成城市群。

## 四大工業地帶
- 京濱工業地帶（東京都、神奈川縣）
- 中京工業地帶（愛知縣、岐阜縣、三重縣）
- 阪神工業地帶（大阪府、兵庫縣）
- 北九州工業地帶（山口縣、福岡縣、大分縣）